# Ixora tenuipedunculata
Ixora tenuipedunculata är en måreväxtart som beskrevs av Elmer Drew Merrill. Ixora tenuipedunculata ingår i släktet Ixora och familjen måreväxter. Inga underarter finns listade i Catalogue of Life.